# 대한민국 형법 제151조
대한민국 형법 제151조는 범인은닉과 친족간의 특례에 대한 형법각칙의 조문이다.

## 조문
제151조(범인은닉과 친족간의 특례) ① 벌금 이상의 형에 해당하는 죄를 범한 자를 은닉 또는 도피하게 한 자는 3년 이하의 징역 또는 500만원 이하의 벌금에 처한다. 

②친족 또는 동거의 가족이 본인을 위하여 전항의 죄를 범한 때에는 처벌하지 아니한다.

第151條(犯人隱匿과 親族間의 特例) ① 罰金 以上의 刑에 該當하는 罪를 犯한 者를 隱匿 또는 逃避하게 한 者는 3年 以下의 懲役 또는 500萬원 以下의 罰金에 處한다. 

②親族 또는 同居의 家族이 本人을 爲하여 前項의 罪를 犯한 때에는 處罰하지 아니한다.

## 비교 조문
제155조(증거인멸 등과 친족간의 특례) ① 타인의 형사사건 또는 징계사건에 관한 증거를 인멸, 은닉, 위조 또는 변조하거나 위조 또는 변조한 증거를 사용한 자는 5년 이하의 징역 또는 700만원 이하의 벌금에 처한다. <개정 1995.12.29>
②타인의 형사사건 또는 징계사건에 관한 증인을 은닉 또는 도피하게 한 자도 제1항의 형과 같다. <개정 1995.12.29>③피고인, 피의자 또는 징계혐의자를 모해할 목적으로 전 2항의 죄를 범한 자는 10년 이하의 징역에 처한다.
④친족 또는 동거의 가족이 본인을 위하여 본조의 죄를 범한 때에는 처벌하지 아니한다. <개정 2005.3.31>

## 사례
- 살인범죄인인 甲이 아버지 乙에게 자신을 숨겨 달라고 부탁하자 아버지가 상기 아들을 숨겨 준 경우, 범인은닉죄 친족 간의 특례 규정에 의해 처벌되지 않는다.
- 범죄를 저지른 아버지를 도피시킨 혼외 자녀에 대해 친족간 특례 조항이 적용되는지에 대해 자연적 혈연관계가 인정되는 부자(父子) 관계에 유추 적용할 수 있다고 판단한 1심·항소심과 달리 대법원은 적용할 수 없다고 보았다.[1]
- X는 우연히 친구들이 A를 상해하는 현장에 있게 되었으나 범행에는 전혀 가담하지 않았다. 그러나 이로 인해 X는 경찰로부터 공범으로 수사를 받게 되자 동생 Y에게 사정을 설명하고 도피자금을 마련해 달라고 부탁하였다. 이에 Y은 X에게 도피자금으로 500만원을 제공하였다. 이 경우 다수설에 따르면 진범인이 아니라도 수사 또는 소추를 받고 있는 자이므로 범인도피죄가 성립한다[2]

## 판례
- 甲이 자기와 동거하여 사실혼관계에 있는 乙이 교통사고를 내자 사건 당일 그 증거물인 사고차량을 치워 수리하고, 乙을 외국으로 도피하게 한 경우 甲은 형법 제151조(범인은닉과 친족간의 특례)에 의하여 처벌받지 않는 친족에 해당하지 않는다.[3]
- 혼인외 출생자가 벌금 이상의 형에 해당하는 죄를 범한 자신의 생부를 도피하게 하였으나 생부가 혼인외 출생자를 인지하지 않은 경우, 혼인외 출생자의 행위에 대하여 형법 제151조 제2항을 적용할 수 없다.[4]

### 범인은닉죄
- 범인은닉죄에 있어서 '죄를 범한 자'라 함은 범죄의 혐의를 받아 수사 대상이 되어 있는 자를 말하며 구속수사의 대상이 된 소송외인이 그 후 무혐의로 석방되었다 하더라도 위 죄의 성립에 영향이 없다[5]
- 진범 대신 자수하거나 수사기관에서 자신이 범인이라고 허위진술하는 경우도 범인은닉죄가 성립한다.[6]
- 불가벌의 친족이 제3자를 교사한 경우는 범인이 자신이 제3자를 교사하여 자기를 은닉시킨 경우와 같이 해석하여 교사범이 성립한다.[7]
- 범인은닉죄라 함은 죄를 범한 자임을 인식하면서 장소를 제공하여 체포를 면하게 하는 것만으로 성립한다 할 것이고, 죄를 범하는 자에게 장소를 제공한 후 동인에게 일정 기간 동안 경찰에 출두하지 말라고 권유하는 언동을 하여야만 범인은닉죄가 성립하는 것이 아니며, 또 그 권유에 따르지 않을 경우 강제력을 행사하여야만 한다거나, 죄를 범한 자가 은닉자의 말에 복종하는 관계에 있어야만 범인은닉죄가 성립하는 것은 더욱 아니다[8]
- 형법 제151조에서 규정하는 범인도피죄는 범인은닉 이외의 방법으로 범인에 대한 수사, 재판 및 형의 집행 등 형사사법의 작용을 곤란 또는 불가능하게 하는 행위를 말하는 것으로서 그 방법에는 어떠한 제한이 없고, 또 위 죄는 위험범으로서 현실적으로 형사사법의 작용을 방해하는 결과가 초래될 것이 요구되지 아니하므로, 형법 제151조 제1항의 이른바, 죄를 범한 자라 함은 범죄의 혐의를 받아 수사대상이 되어 있는 자를 포함하며, 나아가 벌금 이상의 형에 해당하는 죄를 범한 자라는 것을 인식하면서도 도피하게 한 경우에는 그 자가 당시에는 아직 수사대상이 되어 있지 않았다고 하더라도 범인도피죄가 성립한다고 할 것이고, 한편, 증거인멸죄에 관한 형법 제155조 제1항의 이른바 타인의 형사사건이란 인멸행위시에 아직 수사절차가 개시되기 전이라도 장차 형사사건이 될 수 있는 것까지 포함한다.[9]

### 범인도피죄
- 형법 제151조에서 규정하는 범인도피죄는 범인은닉 이외의 방법으로 범인에 대한 수사, 재판 및 형의 집행 등 형사사법의 작용을 곤란 또는 불가능하게 하는 행위를 말하는 것으로서, 그 방법에는 어떠한 제한이 없고, 또한 위 죄는 위험범으로서 현실적으로 형사사법의 작용을 방해하는 결과가 초래될 것이 요구되지 아니할 뿐만 아니라, 같은 조 소정의 '벌금 이상의 형에 해당하는 죄를 범한 자'라 함은 범죄의 혐의를 받아 수사 대상이 되어 있는 자도 포함하고, 벌금 이상의 형에 해당하는 자에 대한 인식은 실제로 벌금 이상의 형에 해당하는 범죄를 범한 자라는 것을 인식함으로써 족하고 그 법정형이 벌금 이상이라는 것까지 알 필요는 없으며, 범인이 아닌 자가 수사기관에 범인임을 자처하고 허위사실을 진술하여 진범의 체포와 발견에 지장을 초래하게 한 행위는 위 죄에 해당한다.[10]
- 범인도피죄의 친족 간 특례를 규정한 형법 제151조 제2항에서 ‘친족’은 민법이 정한 법률상의 친족이다.[11]
- 검사로부터 갑의 검거를 지시받은 경찰이 오히려 갑에게 전화하여 "형사들이 갈테니 튀라"고 하였다면 범인도피죄가 성립한다.[12]
- 범인도피죄는 범인을 도피하게 함으로써 기수에 이르지만 범인도피행위가 계속되는 동안에는 범죄행위도 계속되고 행위가 끝날 때 비로소 범죄행위가 종료되고, 공범자의 범인도피행위의 도중에 그 범행을 인식하면서 그와 공동의 범의를 가지고 기왕의 범인도피상태를 이용하여 스스로 범인도피행위를 계속한 자에 대하여는 범인도피죄의 공동정범이 성립한다[13]
- 형법 제151조에서 규정하는 범인도피죄는 범인은닉 이외의 방법으로 범인에 대한 수사·재판 및 형의 집행 등 형사사법의 작용을 곤란 또는 불가능하게 하는 행위를 말하는 것으로서 그 방법에는 아무런 제한이 없고, 또한 범인도피죄는 위험범으로서 현실적으로 형사사법의 작용을 방해하는 결과가 초래되어야만 하는 것은 아니다.[14]
- 게임산업진흥에 관한 법률 위반, 도박개장 등의 혐의로 수사기관에서 조사받는 피의자가 사실은 게임장·오락실·피씨방 등의 실제 업주가 아니라 그 종업원임에도 불구하고 자신이 실제 업주라고 허위로 진술하였다고 하더라도, 그 자체만으로 범인도피죄를 구성하는 것은 아니다. 다만, 그 피의자가 실제 업주로부터 금전적 이익 등을 제공받기로 하고 단속이 되면 실제 업주를 숨기고 자신이 대신하여 처벌받기로 하는 역할(이른바 ‘바지사장’)을 맡기로 하는 등 수사기관을 착오에 빠뜨리기로 하고, 단순히 실제 업주라고 진술하는 것에서 나아가 게임장 등의 운영 경위, 자금 출처, 게임기 등의 구입 경위, 점포의 임대차계약 체결 경위 등에 관해서까지 적극적으로 허위로 진술하거나 허위 자료를 제시하여 그 결과 수사기관이 실제 업주를 발견 또는 체포하는 것이 곤란 내지 불가능하게 될 정도에까지 이른 것으로 평가되는 경우 등에는 범인도피죄를 구성할 수 있다.[15]

##### 범인도피교사죄
- 범인이 자신을 위하여 타인으로 하여금 허위의 자백을 하게 하여 범인도피죄를 범하게 하는 행위는 방어권의 남용으로 범인도피교사죄에 해당한다[16].
- 범인이 151조 2항에 의하여 처벌을 받지 아니하는 친족 등으로 하여금 허위의 자백을 하게 하여 범인도피죄를 범하게 하는 경우, 범인도피교사죄가 성립한다[17]
- 범인 스스로 도피하는 행위는 처벌되지 아니하므로, 범인이 도피를 위하여 타인에게 도움을 요청하는 행위 역시 도피행위의 범주에 속하는 한 처벌되지 아니하며, 범인의 요청에 응하여 범인을 도운 타인의 행위가 범인도피죄에 해당한다고 하더라도 마찬가지이다. 다만 범인이 타인으로 하여금 허위의 자백을 하게 하는 등으로 범인도피죄를 범하게 하는 경우와 같이 그것이 방어권의 남용으로 볼 수 있을 때에는 범인도피교사죄에 해당할 수 있다.[18]
- 형법 제151조 제1항에서 정한 ‘죄를 범한 자’가 자신을 위하여 타인으로 하여금 범인도피죄를 범하게 하는 행위는 방어권의 남용으로 범인도피교사죄에 해당한다.[19]

## 주해
1. ↑  죄의 혐의에 의하여 수사 중인 자도 포함되고 동인이 후일 판결에 의하여 무죄가 확정되었더라도 다를 바 없다 대법원 1960. 2. 24. 선고 4292형상555 판결

## 같이 보기
- 범인도피죄
- 범인은닉죄
- 친족상도례
- 대한민국 형법 제155조 증거인멸 등과 친족간의 특례